# 金銀島
金銀島（中国語名。英語: Money Island、ベトナム語：Đảo Quang Ảnh / 島光影）は、西沙諸島（パラセル諸島）南西部のアンフィトリテ諸島（英語: Amphitrite Group、中国語: 宣徳環礁）の西部に位置する島である。甘泉島から南西に約7海里離れている。
島は長さが1275メートル，幅が560メートル，最高地点が8メートル、面積が0.36平方キロメートル。
英語名の"Money Island"は、イギリス東インド会社で海事警察を司ったウィリアム・テイラー・マネーに因む。中国語名の"金銀島"は、"Money"が現金を意味すると誤解して訳されたものである。
この島は中華人民共和国に実効支配され、海南省三沙市に属する。中華民国（台湾）とベトナムもこの島の主権を主張している。
1974年、南ベトナムがこの島を実効支配した。その後西沙諸島の戦いが起き、中国人民解放軍が南ベトナム軍と衝突し、この島や珊瑚島、甘泉島を占領した。